# 丹霞山

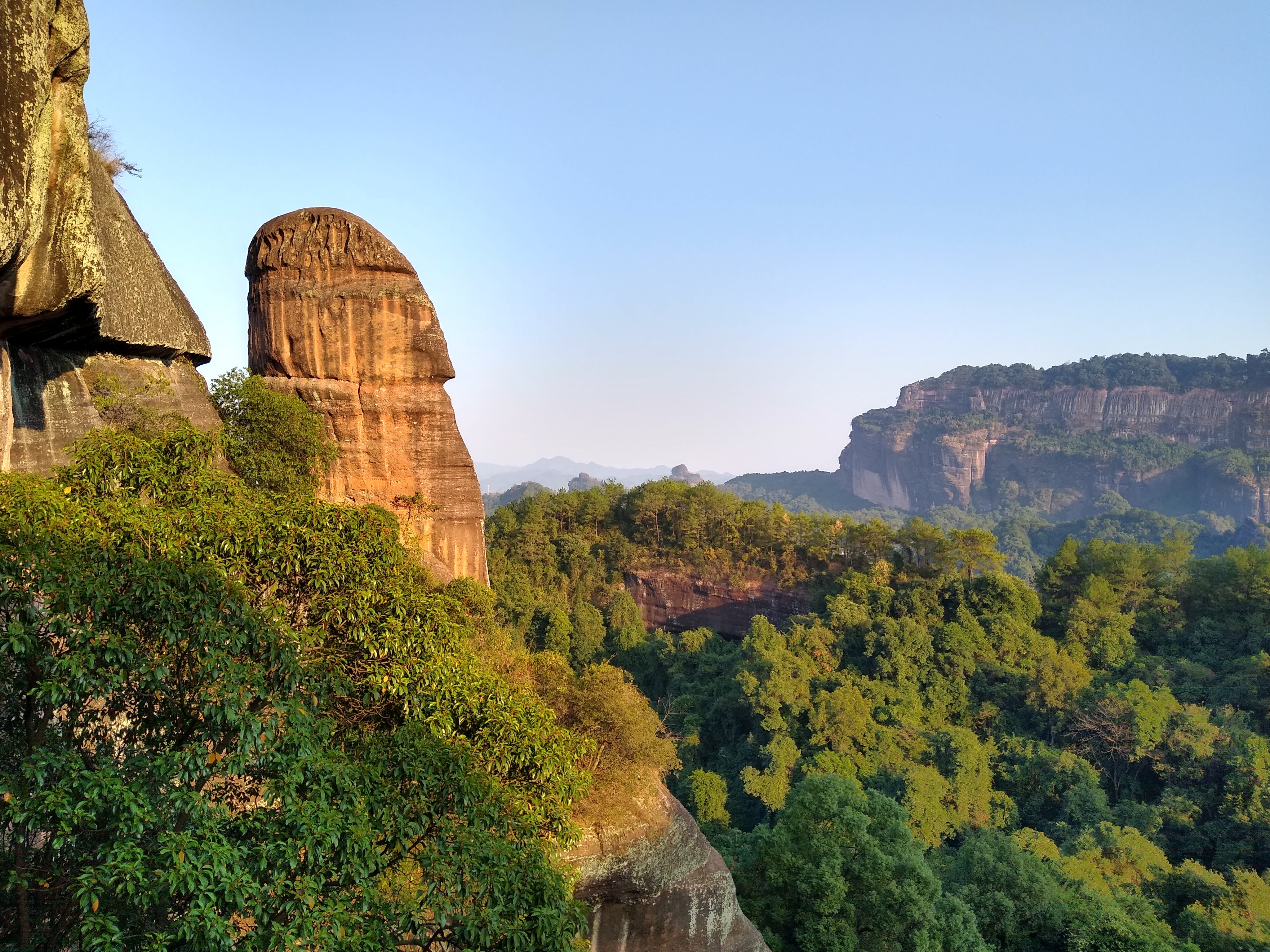

丹霞山（たんかさん）は、中華人民共和国（中国）の山である。主峰の標高は618 mである。広東省韶関市近郊にあり、赤みがかった砂岩が長い間の侵食作用を受けて美しい曲線美や際立った断崖を形成しており、丹霞地形という地理用語の由来にもなった。山の名前は、林立する赤い断崖が「丹（あか）い霞」のように見えたことに由来するという。

## ジオパーク・世界遺産
丹霞山世界地質公園として2004年に最初に世界ジオパークに認定された場所のひとつで、世界遺産「中国丹霞」の一部でもある。中華人民共和国国家級風景名勝区（1988年認定）、中国の5A級観光地（2012年認定）。印象的な景観は散策で楽しめるだけでなく、その間を縫うようにして流れている川を使って小舟で遊覧しても楽しめる。
様々な奇観がある。殊によく知られているのが、男根に似ている陽元石（「男性の石」の意味）という石柱や女陰を思わせる陰元石などで、女性の胸部を思わせる2箇所の突き出た岩も踏まえて、「3つのロマンティック・ストーン」などといわれ、丹霞山が「ヌード自然公園」 (Nude Natural Park) との異名をとる理由になっている。代表的な峰に、姉妹峰や子宝観音がある。
また、多くの寺院が建てられている。

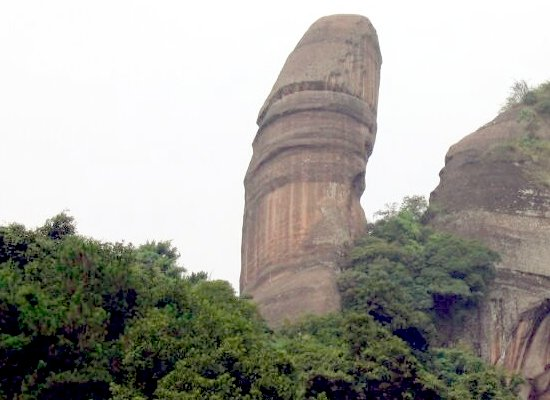
陽元石
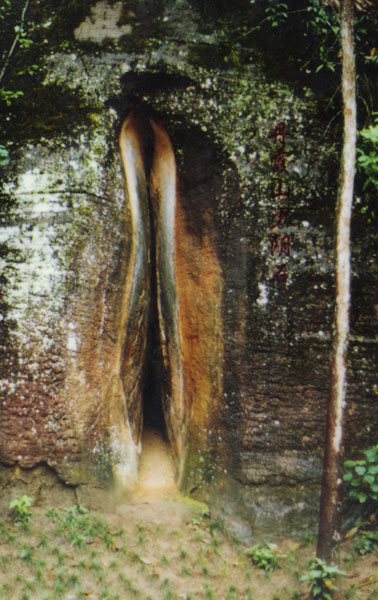
陰元石
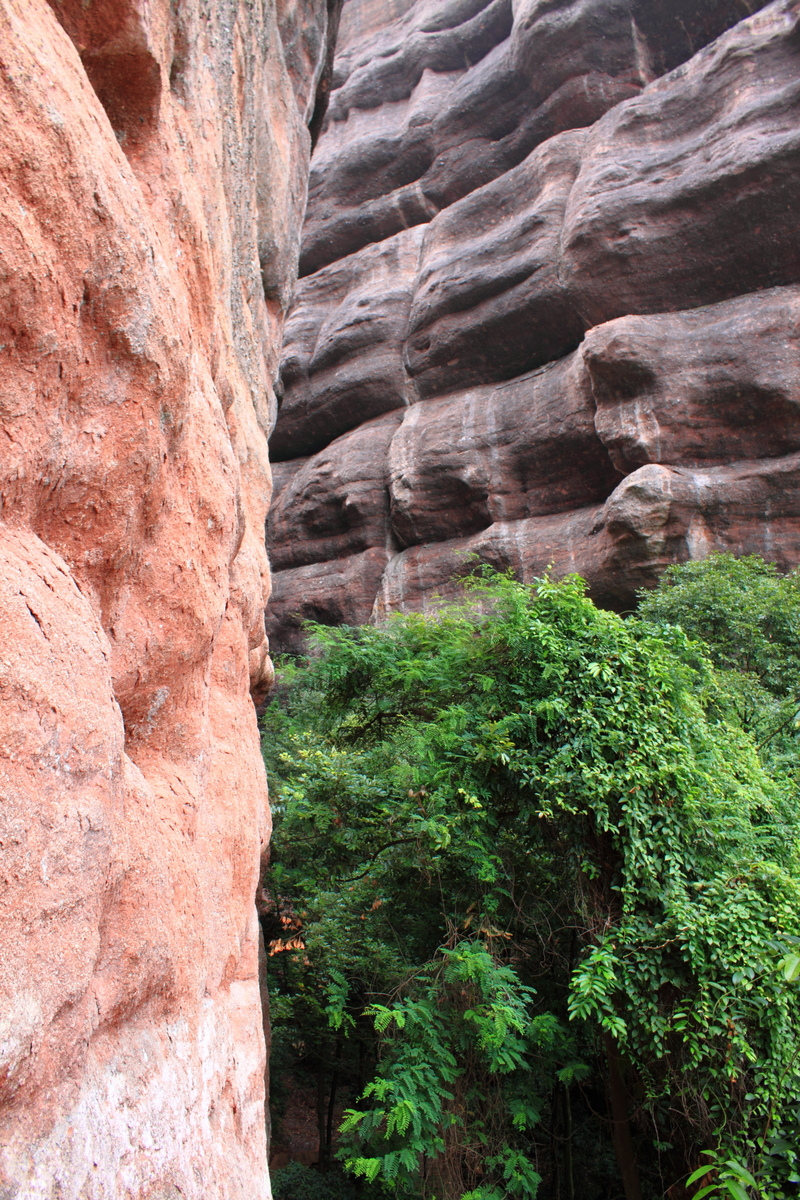
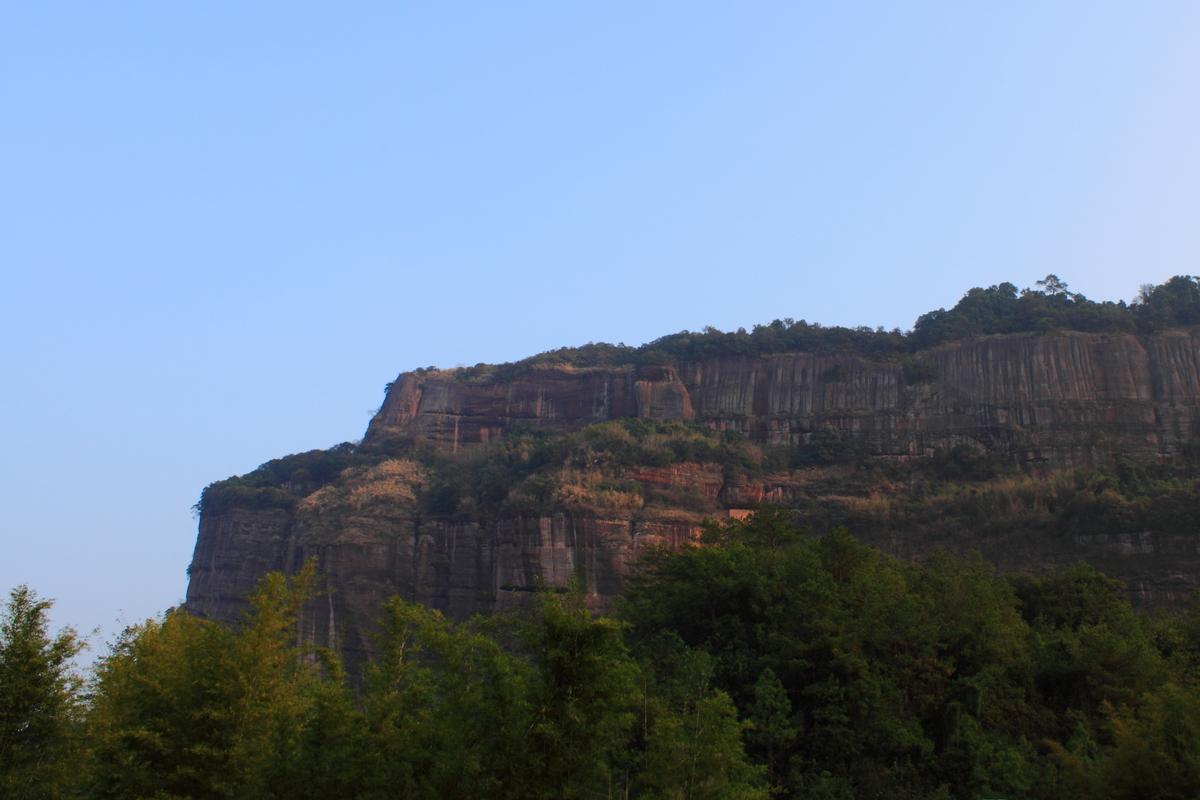
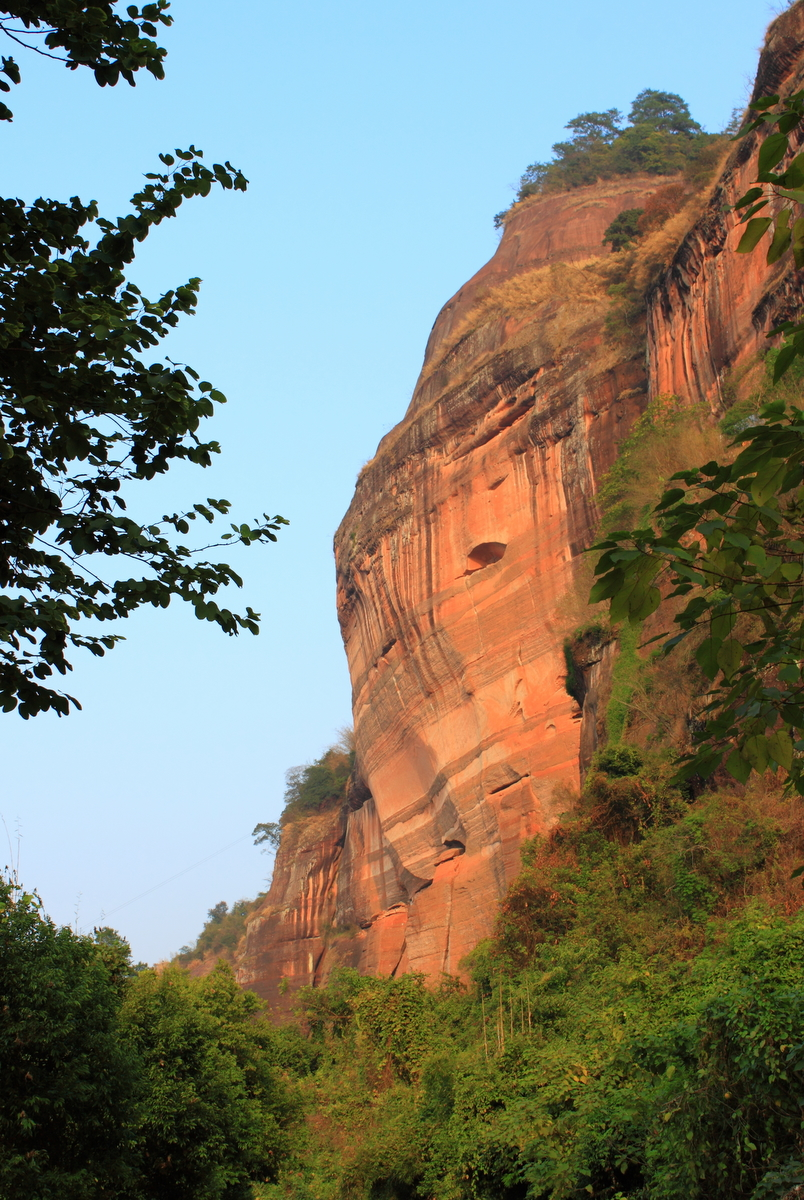
錦石岩